# Matthäus Adriani
Matthäus Adriani (1475 — Freiburg im Breisgau, 1521) foi hebraísta judeu, filólogo, e doutor em medicina alemão. Nasceu na Espanha e foi autor de traduções de orações cristãs para o hebraico. Devido a sua alta erudição, colaborou com Erasmo de Rotterdam e Martinho Lutero. Ganhou grande fama como professor de línguas. Em 1501, Aldo Manúcio publicou sua Gramática hebraica, com reedições em 1508, 1512, 1518 e 1520.
Por recomendação de Johann Reuchlin (1455-1522) e Konrad Pelikan (1478-1556), fez uma peregrinação à Terra Santa. Lecionou em Basileia para os filhos dos livreiros Johann Amerbach, Johannes Brenz (1499-1570) e Johannes Oekolampadius. Em 27 de março de 1519 ele escreveu um discurso em louvor das línguas clássicas, que foi publicado em 1520, em Wittenberg, com prefácio de Georg Spalatin. Em 17 de abril de 1520 ocupou uma cadeira na Universidade de Wittenberg. Entre 1517 e 1519 foi professor de hebraico no Colégio Trilíngue de Lovaina. Entre outubro e novembro de 1519, candidatou-se como professor em Wittenberg, cujas negociações se arrastaram até 16 de abril de 1520. Devido a desentendimentos com Martinho Lutero sobre questões do Novo Testamento e a doutrina da justificação, apresentou sua renúncia em fevereiro de 1521. Depois disso, seu paradeiro é desconhecido, porém, parece ter ido para Friburgo.

## Obras
- Introductio ad hebraicam linguam 1501 e 1508 editor: Aldus Manutius, Veneza
- Grammatik des Konstantinos Laskaris editada por Aldus Manutius, Veneza, 1512
- Libellus Hora faciendi pro Domino, scilicet filio Virginis Mariae - 1513 em colaboração com Thomas Anshelm (1470-1522)
- Introductio utilissima, Hebraice discere cupientibus: Oratio dominica, Angelica Salutatio, Salve regina, Hebraice - 1518
- Zum Lob der alten Sprachen in Wittenberg 1520
- Introductio utilissima Hebraice discere cupientibus .... - 1520, Johann Böschenstein
- Oratio quam Lovanii habuit, de linguarum laude - 1520
- Venerabili Sibi In Domino, Magistro Georgio Spalatino Illustris. Prin, Friderici &c. a sacris & Epistolis Matheus Adrianus M. doctor Christi miles, sacrarumque literarum professor, Salutem in Dno - 1520